# جولیا گاردینر تایلر
 جولیا گاردینر تایلر (انگلیسی: Julia Gardiner Tyler؛ ۱۷ مهٔ ۱۸۲۰ – ۱۰ ژوئیهٔ ۱۸۸۹) یک سیاست‌مدار اهل ایالات متحده آمریکا بود. وی بین سال‌های ۱۸۴۴ تا ۱۸۴۵ عهده‌دار سمت بانوی اول ایالات متحده بوده‌است.